# Pixel 4a
Il Pixel 4a e il Pixel 4a (5G) sono smartphone Android della linea di prodotti Google Pixel. Sono le varianti economiche di fascia media dei Pixel 4 e Pixel 4 XL; Pixel 4a è stato annunciato ufficialmente il 3 agosto 2020, mentre Pixel 4a (5G) è stato annunciato ufficialmente il 30 settembre 2020.

## Specifiche

### Design e hardware

Vista posteriore del Pixel 4a. In alto a sinistra l'unica fotocamera, mentre al centro il lettore di impronte digitali.

Pixel 4a e Pixel 4a (5G) sono entrambi offerti nella colorazione "Just Black" (nero con un pulsante di accensione verde chiaro o bianco). Pixel 4a (5G) ha anche una versione "Clearly White" (bianco con un pulsante di accensione verde menta), che sarà esclusivo di Verizon al momento del lancio con supporto a onde millimetriche (mmWave); altri modelli supporteranno solo reti "sub-6". Entrambi assomigliano al Pixel 4, ma hanno una struttura unibody in policarbonato. La parte posteriore ospita un sensore di impronte digitali capacitivo centrato sotto l'obiettivo della fotocamera. Entrambi hanno altoparlanti stereo, uno situato sul bordo inferiore e l'altro che funge anche da auricolare e un jack per cuffie da 3,5 mm. Una porta USB-C viene utilizzata per caricare e collegare altri accessori.
Il SoC del Pixel 4a è il Qualcomm Snapdragon 730G (GPU Adreno 618), mentre quello del Pixel 4a (5G) è il Qualcomm Snapdragon 765G (GPU Adreno 620). Entrambi hanno 6 GB di RAM, con 128 GB di memoria interna non espandibile. Mancano di ricarica wireless, resistenza all'acqua, Active Edge e Pixel Neural Core (PNC), tutti invece presenti sul Pixel 4. La capacità della batteria è di 3140 mAh per Pixel 4a e 3885 mAh per Pixel 4a (5G); la ricarica rapida è supportata fino a 18 W (USB Power Delivery, utilizzando l'adattatore in dotazione).
Pixel 4a e Pixel 4a (5G) sono dotati di un display OLED 1080p con supporto HDR che misura rispettivamente 5,8 pollici e 6,2 pollici. Il display ha cornici sottili e quasi uniformi e un ritaglio circolare nell'angolo in alto a sinistra per la fotocamera frontale, con un formato 19,5: 9 e una frequenza di aggiornamento fissa di 60 Hz. Lo schermo è protetto da Corning Gorilla Glass 3, differente dall'Asahi Dragontrail presente sul Pixel 3a.
Pixel 4a e Pixel 4a (5G) hanno un modulo quadrato rialzato che ospita la fotocamera. Il Pixel 4a ha un'unica fotocamera posteriore, con lo stesso sensore da 12,2 megapixel presente sul Pixel 4; Pixel 4a (5G) aggiunge un sensore grandangolare secondario da 16 megapixel. La fotocamera frontale ha un sensore da 8 megapixel. Entrambi i telefoni possono registrare video con risoluzione 4K; Pixel 4a è limitato a 30 fps mentre Pixel 4a (5G) supporta 60 fps. Google Camera garantisce miglioramenti software agli scatti, tra cui Live HDR+ con doppi controlli dell'esposizione, Night Sight migliorato con modalità Astrofotografia e Modalità Ritratto migliorata con bokeh più realistico. Google offre anche spazio di archiviazione illimitato per foto su cloud ad "alta qualità"; l'archiviazione della risoluzione originale richiede che gli utenti paghino per Google One.

### Software
Pixel 4a  è stato lanciato con Android 10 e la versione 7.4 dell'app Google Fotocamera al momento del lancio, mentre Pixel 4a (5G) con Android 11 e la versione 7.5 dell'app Google Camera. Entrambi riceveranno 3 anni di importanti aggiornamenti del sistema operativo con supporto esteso fino al 2023 e hanno funzionalità come Call Screen e un'app per la sicurezza personale.

## Critica
Il Pixel 4a è stato rilasciato con recensioni generalmente positive nelle quali molti revisori lodavano la qualità della fotocamera e il rapporto qualità-prezzo complessivo. Lynn La di CNET ha assegnato al Pixel 4a un punteggio di 8,4/10, indicando che il 4a porta con sé la migliore qualità fotografica tra i telefoni nella stessa fascia di prezzo. Dieter Bohn di The Verge ha elogiato il telefono per la sua eccellente fotocamera e la durata della batteria accettabile, ma ha criticato le prestazioni di registrazione video mediocri e la mancanza di ricarica wireless e resistenza all'acqua. Brian Chen del New York Times ha confrontato il Pixel 4a con l'iPhone SE di seconda generazione, sottolineando che il Pixel aveva foto in condizioni di scarsa illuminazione superiori e un display e una durata della batteria migliori, ma l'iPhone aveva prestazioni migliori. Samuel Gibbs di The Guardian ha dichiarato che il telefono funziona senza problemi e ha una durata della batteria migliore rispetto al Pixel 3a XL e all'iPhone SE.